# Synagogue chorale de Marioupol
La synagogue chorale de Marioupol  est un bâtiment classé de la ville de Marioupol située en Ukraine.

## Historique
Elle se situe au 18 de la rue Georgievskaya, a été installée en 1882 dans la maison du commerçant Anton Chabanenko. La première synagogue connue est en 1864 rue Harlampievskaya.

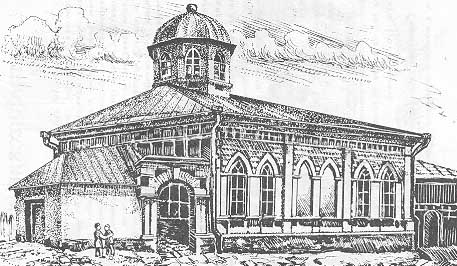
Sur un dessin ancien,
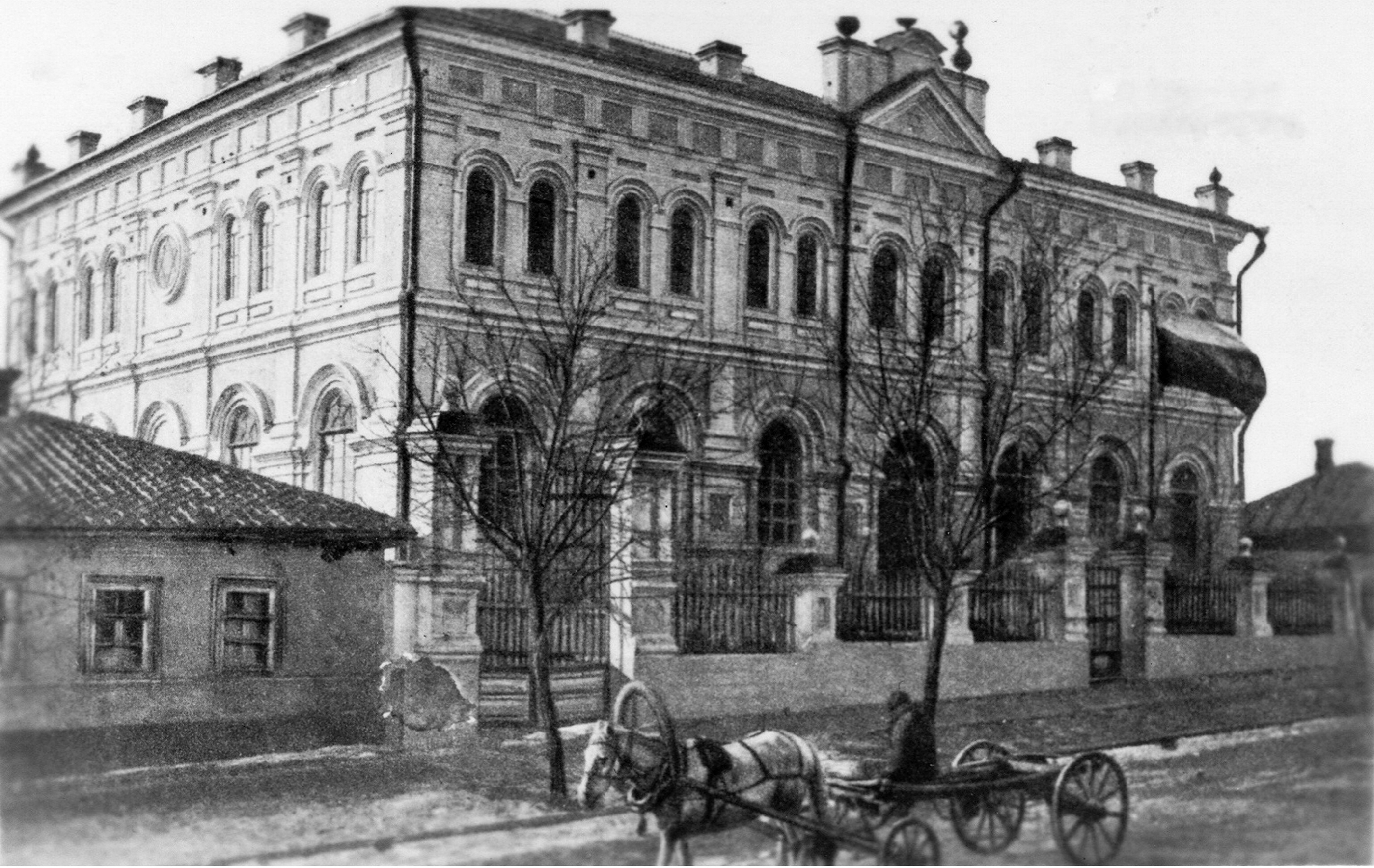
avant 1917.